# クリスティアーネ・パウル
クリスティアーネ・パウル（Christiane Paul、1974年3月8日 - ）は、ドイツの女優。

## 経歴
1974年3月8日、ベルリンに生まれる。外科医の父親と麻酔科医の母親をもつ彼女は、フンボルト大学ベルリンで薬学を学んだ。これまでの出演作品に『太陽に恋して』『THE WAVE ウェイヴ』『エレニの帰郷』『ヒンデンブルグ 第三帝国の陰謀』などがある。

## フィルモグラフィー

### 映画
- 太陽に恋して（2000年）
- THE WAVE ウェイヴ（2008年）
- エレニの帰郷（2008年）
- ミッション:エクストリーム（2010年）
- ヒンデンブルグ 第三帝国の陰謀（2011年）
- ザ・グラビティ（2013年）
- タイムリミット 見知らぬ影（2018年）

### ドラマ
- コンコルディア/Concordia（2024年）